# Mikuláš Franchimont z Frankenfeldu
Mikuláš Franchimont z Frankenfeldu (německy Nicolas Franchimont von Frankenfeld, 1611 Lutych – 16. února 1684 Praha) byl původem valonský lékař, univerzitní pedagog a spisovatel působící v českých zemích. Roku 1648 byl povýšen do šlechtického stavu a stal se zakladatelem rodu Franchimontů z Frankenfeldu.

## Životopis
Narodil se v Lutychu (pozdější východní Belgie), patrně do rodiny zlatníka. Studoval na gymnáziích v Lovani a v Paříži, kde získal v roce 1628 také titul magistra svobodných umění. Po roce 1630 odešel studovat medicínu na lékařskou fakultu Karlovy univerzity do Prahy, kde posléze před rokem 1637 dosáhl doktorského a titulu z filozofie a medicíny. Byl v té době prvním a na dlouhou dobu také jediným žákem lékaře a vědce Jana Marka Marci.
V letech 1637 až 1640 sloužil jako vojenský lékař v císařské armádě a během třicetileté války se zúčastnil vojenských tažení v Holandsku a Německu. Od 1641 byl profesorem institucí na pražské lékařské fakultě, od 1651 pak byl fakultním profesorem lékařské praxe. Teprve od roku 1650 se natrvalo usadil v Praze.
Dvakrát, v letech 1656 až 1657 a 1666 až 1667, vykonával funkci rektora Karlo-Ferdinandovy univerzity, šestkrát pak mezi lety 1671 a 1682 zastával funkci děkana pražské lékařské fakulty. Působil jako lékař majetných pražských měšťanů, šlechtických rodin i panovníků Ferdinanda III. a Leopolda I. V letech 1649 až 1684 zastával funkci českého zemského lékaře (tzv. protomedika).
Za vojenské a lékařské zásluhy získal roku 1648 šlechtický predikát rytíř z Frankenfeldu a titul říšského palatina, roku 1652 titul císařského rady a roku 1677 potom povýšení do rytířského stavu Království českého.

### Majetek
V roce 1652 se stal měšťanem Menšího Města pražského; vlastnil několik statků na Sedlčansku. V roce 1662 získal Nemyšl a přistoupil k přestavbě tvrze na barokní zámek. V roce 1675 koupil rozvaliny Červeného Hrádku za odhadní cenu, přičemž ho měl už v roce 1667. V roce 1674 měl spor s Magdalenou Dohalskou ze Šebířova, že v Popovicích vystavovala pivo. Byl také držitelem Šternberského paláce na Malé Straně v Praze. Vybudoval zde křídlo do dnešní Thunovské ulice.[zdroj?]
Jeho potomek Jan František Franchimont z Frankenfeldu byl v letech 1699–1707 velmistrem křižovníků s červenou hvězdou.
Franchimontové pak dále drželi Kňovice na Sedlčansku.

### Úmrtí
Zemřel roku 1684 v Praze ve věku asi 73 let. Patrně zde byl také pohřben.

## Dílo (výběr)
Ottův slovník naučný jeho literární práce vyhodnocuje jako bezcenné, omezující se na bombastické a věcně prázdné slavnostní přednášky. V literatuře jsou mu přisuzovány práce, které vypracovali jeho žáci jako disertace. Původní publikační činnosti se dochovalo velmi málo.